# Cantone di Puerto López
Il Cantone di Puerto López è un cantone dell'Ecuador che si trova nella Provincia di Manabí.
Il capoluogo del cantone è Puerto López.